# Návrat do reality
Návrat do reality (v anglickém originále Back to Reality) je šestý díl páté série (a celkově třicátý) britského kultovního sci-fi seriálu Červený trpaslík. 

## Děj epizody
Posádka Červeného trpaslíka prozkoumává vrak oceánské lodě Esperanto ("Naděje"). Lister s Krytonem a Kocourem objeví pozůstatky tří mužů, kteří skončili svůj život sebevraždou (zastřelení, oběšení, harakiri) a jedné ryby, jež si dobrovolně uzavřela žábry, v důsledku čehož se udusila. Kryton objeví zvláštní látku a uvědomí si, že jsou v nebezpečí. Prchnou na palubu Kosmika, byli však již zasaženi inkoustem z olihně beznaděje, tvora jenž se na planetě vyvinul díky genetickému inženýrství vědců z korábu Esperanto. Užijí stabilizátor nálady: lithium carbonicum, mezitím se však oliheň začne přibližovat ke Kosmikovi. Posádka se snaží s Kosmikem uniknout, přesto je mořské monstrum dostihne a loď zmizí v inkoustu. Záhy narazí do skály a posádka se probudí v budově Mezinárodní společnosti pro zábavu. 
Postupně zjišťují, že poslední čtyři roky byli připojeni do videohry Červený trpaslík (získali pouhá čtyři procenta) a nikdo z nich není tím, kým byl v této hře. Kocour musí přijmout, že je břídil bez stylu, s účesem podle hrnce, předkusem a beznadějně nemoderním oblečením. Rimmer je konfrontován s tím, že v životě na rozdíl od svého nevlastního bratra (Lister) nic nedokázal. Lister pro změnu musí přijmout fakt, že je masovým vrahem v totalitním státě. 
Kryton zastřelí fašistického policistu, všichni musí prchat, zmizí v temné uličce a Kryton obrátí pistoli proti sobě. Má však jediný náboj ,a tak se všichni čtyři pokusí o skupinovou sebevraždu, čemuž zabrání Holly, jež v poslední chvíli přiměje vysíláním na vyšší frekvenci Krytona, aby otočil uzávěrem tlakové láhve s lithiem carbonicem. Všichni začnou přicházet k sobě a uvědomí si, že celá "realita", v níž se ocitli byla jen skupinovou halucinací způsobenou inkoustem z olihně beznaděje, kterou mezitím Holly vyřídila přísavnými minami.